# Cailly
Cailly – miejscowość i gmina we Francji, w regionie Normandia, w departamencie Sekwana Nadmorska.
Według danych na rok 1990 gminę zamieszkiwało 685 osób, a gęstość zaludnienia wynosiła 126 osób/km² (wśród 1421 gmin Górnej Normandii Cailly plasuje się na 348. miejscu pod względem liczby ludności, natomiast pod względem powierzchni na miejscu 653.).
Cailly bierze swoją nazwę od rzeki o długości 25 km, która w tej okolicy ma swoje źródła. Rzeka przepływa przez Notre-Dame-de-Bondeville i Maromme i wpada do Sekwany w Rouen.
W XVIII i XIX wieku w dolinie istniały liczne fabryki włókiennicze przez co przylgnęła nazwa 
la petite Manchester (Mały Manchester).